# Minden idők 200 legjobb hiphopalbuma (Rolling Stone magazin)
A „Minden idők 200 legjobb hiphopalbuma” a Rolling Stone magazin egy cikke, amelyben a hiphop műfaj történetének 200 legjobb albumát sorolták fel. A listát a magazin szerkesztősége állította össze.

## Lista

### Első 30 helyezett
| #  | Album címe                                    | Előadó               | Megjelenés |
| -- | --------------------------------------------- | -------------------- | ---------- |
| 1  | Ready to Die                                  | The Notorious B.I.G. | 1994       |
| 2  | Stankonia                                     | Outkast              | 2000       |
| 3  | The Blueprint                                 | Jay-Z                | 2001       |
| 4  | It Takes a Nation of Millions to Hold Us Back | Public Enemy         | 1988       |
| 5  | To Pimp a Butterfly                           | Kendrick Lamar       | 2015       |
| 6  | My Beautiful Dark Twisted Fantasy             | Kanye West           | 2010       |
| 7  | Miss E... So Addictive                        | Missy Elliott        | 2001       |
| 8  | Enter the Wu-Tang (36 Chambers)               | Wu-Tang Clan         | 1993       |
| 9  | The Low End Theory                            | A Tribe Called Quest | 1991       |
| 10 | The Miseducation of Lauryn Hill               | Lauryn Hill          | 1998       |
| 11 | Take Care                                     | Drake                | 2011       |
| 12 | Lord Willin’                                  | Clipse               | 2002       |
| 13 | 2001                                          | Dr. Dre              | 1999       |
| 14 | Supreme Clientele                             | Ghostface Killah     | 2000       |
| 15 | Paid in Full                                  | Eric B. & Rakim      | 1987       |
| 16 | Invasion of Privacy                           | Cardi B              | 2018       |
| 17 | Yeezus                                        | Kanye West           | 2013       |
| 18 | Madvillainy                                   | Madvillain           | 2004       |
| 19 | Hard Core                                     | Lil Kim              | 1996       |
| 20 | DS2                                           | Future               | 2015       |
| 21 | Da Drought 3                                  | Lil Wayne            | 2007       |
| 22 | It’s Dark and Hell Is Hot                     | DMX                  | 1998       |
| 23 | Ridin’ Dirty                                  | UGK                  | 1996       |
| 24 | Illmatic                                      | Nas                  | 1994       |
| 25 | The Marshall Mathers LP                       | Eminem               | 2000       |
| 26 | Reasonable Doubt                              | Jay-Z                | 1996       |
| 27 | Aquemini                                      | Outkast              | 1998       |
| 28 | The Infamous                                  | Mobb Deep            | 1995       |
| 29 | All Eyez on Me                                | 2Pac                 | 1996       |
| 30 | Paul’s Boutique                               | Beastie Boys         | 1989       |

### Albumok megoszlása évtizedek szerint
- 1980-as évek: 26 (13,0%)
- 1990-es évek: 75 (37,5%)
- 2000-es évek: 41 (20,5%)
- 2010-es évek: 50 (25,0%)
- 2020-as évek: 8 (4,0%)